# Ferdinand Denis
Jean-Ferdinand Denis (Parigi, 13 agosto 1798 – Parigi, 1º agosto 1890) è stato un viaggiatore, storico e bibliotecario francese studioso della storia del Brasile. Fu amministratore della Biblioteca Sainte-Geneviève.

## Carriera
Suo padre Joseph-André Denis era baccelliere e traduttore giurato al Ministero degli esteri ed ebbe la protezione di Talleyrand. Sua madre Aglaé-Sophie Stocard discendeva da una famiglia d'avvocati al Parlamento di Parigi, il cui padre Jean-Baptiste fu sindaco di Villecresnes. La coppia ebbe tre figli, fra cui il deputato Alphonse Denis, sindaco di Hyères e una figlia Marie Sophie (1807-26 dicembre 1835). Ferdinand rimase celibe per tutta la vita. Fu amico di Charles Nodier e del pittore Louis-Charles Arsenne, con cui scrisse un Manuel du peintre et du sculpteur ("Manuale di pittura e di scultura").
Dopo che suo padre ebbe perduto il suo impiego e la situazione della famiglia fu diventata precaria, s'imbarcò diciottenne il 24 agosto 1816 per il Sudamerica con l'amico di famiglia Henri Plasson, commerciante e agente consolare a Salvador nella provincia di Bahia in Brasile, con la speranza di fare fortuna. Arrivò a Rio de Janeiro nell'ottobre del 1816 e vi soggiornò fino al 12 marzo 1817, quindi tornò a Salvador il 12 maggio dello stesso anno come segretario di Plasson. Siccome questa situazione non era soddisfacente, ne approfittò per viaggiare e rientrò in Francia nell'ottobre del 1819.
Nel 1838, entrò al ministero dell'Istruzione pubblica come bibliotecario. Fu conservatore della biblioteca Sainte-Geneviève dal 1841 al 1865, e amministratore dal 1865 al 1885.
Fu quello che i biografi chiamano un infaticabile scrittore, autore di molti libri sulla letteratura portoghese, di altri sulla storia e sui costumi del Brasile, un assiduo contributore di giornali e riviste come Le Magasin pittoresque, Le Tour du monde o la rivista brasiliana Corographia Bresilica. Sembrò avere un interesse particolare per le tradizioni e lo spiritismo. Diede anche il suo contributo al Bulletin du Bibliophile, che il libraio-editore Joseph Techener aveva fondato con Charles Nodier nel 1834.
La sua opera Le Brahme voyageur ou la sagesse populaire de toutes les Nations ricevette nel 1832 il premio Montyon.
Nel 1847, redasse la brochure per l'inaugurazione della statua del Genio della navigazione a Tolone, grazie a suo fratello.
Sainte-Beuve disse di lui: «M. Ferdinand Denis, autore di Scènes de la nature sous les Tropiques e André le voyageur è nella nostra generazione un rappresentante purissimo e sensibilissimo dell'inspirazione propria venuta da Bernardin de Saint-Pierre». 
Insigne lusitanista, fu il primo a pubblicare una monografia inerente l'intera storia della civiltà letteraria in Portogallo, da lui visitato e descritto in un'opera, al suo apparire, molto diffusa, in Europa e in America; e che, prontamente tradotta anche in lingua portoghese, dette un contributo notevole all'ampliamento della conoscenza degli usi e costumi della nazione che ha dato i natali a Camões.
È considerato un promotore della giovane letteratura brasiliana della sua epoca.
Ufficiale della Legion d'onore, fu commendatore dell’Ordine di Isabella la Cattolica, gran croce dell’Ordine della Rosa del Brasile e dell’ordine del Cristo del Portogallo.

## Opere

### Articoli e notizie
- Notice biographique et littéraire, prefazione delle Poésies de maître Adam Billaut, a cura di J. Pinet, 1842
- Notice sur le matelot Selkirk, sur l'île de Juan-Fernandez, sur les Caraïbes et les Puelches, su notices.bnf.fr. URL consultato il 24 luglio 2021 (archiviato dall'url originale il 22 luglio 2012). In Daniel Defoe, Robinson Crusoé, Borel et Varenne, 1836
- Les îles Andamans, articolo illustrato estratto dal Tour du Monde, 1860
- Voyage de D. Giovanni Mastai (Pie IX) dans l'Amérique du Sud (de Gènes à Santiago en 1823-24), articolo illustrato estratto dal Tour du Monde, 1860
- La légende de Cacahuatl,  in Arthur Mangin, Le cacao et le chocolat, Guillaumin, 1860
- Les voyages du Dr Lacerda dans l'Afrique orientale, Imprimerie Nouvelle, 1882, estratto dal giornale Le Brésil, corriere dell'America del Sud
- Le Génie de la navigation, Laurent imprimeur Toulon, Ledoyen Libraire (Paris)

### Libri
Come unico autore:
- La Guyane, ou histoire, mœurs, usages et costumes des habitans de cette partie de l'Amérique , Nepveu, 1823[2]
- Buenos Ayres et le Paraguay ; ou histoire, mœurs, usages et costumes des habitans de cette partie de l'Amérique., Nepveu, 1823
- Scènes de la nature sous les tropiques et de leur influence sur la poésie. Suivies de Camoens et Jozé Indio., Louis Janet, 1824
- Résumé de l'histoire du Brésil, suivi du Résumé de l'histoire de Guyane, Lecointe & Durey, 1825
- Tableau historique, analytique et critique des sciences occultes, 1830
- Le Brahme voyageur, ou la sagesse populaire de toutes les Nations, Paris, 1832
- Les Navigateurs, ou Choix de Voyages anciens et modernes, recueillis., Louis Janet, 1834
- Musée de Naples ; Peintures, bronzes et statues érotiques du cabinet secret, Abel Ledoux, 1836
- Chroniques chevaleresques de l'Espagne et du Portugal, suivies du Tisserand de Ségovie, drame du XVIIe siècle, Ledoyen, 1839
- André, Le Voyageur, 1840
- Tableau historique, analytique et critique des sciences occultes où l'on examine l'origine, le développement, l'influence et le caractère de la divination, de l'astrologie, des oracles, des augures, de la Kabbale, la féerie, la magie, la sorcellerie, la démonologie, la philosophie hermétique, les phénomènes merveilleux, etc., précédé d’une introduction et suivi d'une biographie, d'une bibliographie et d'un vocabulaire, Mairet et Fournier, 1842
- Le Monde enchanté, cosmographie et histoire naturelle fantastique du Moyen Âge, 1843
- Portugal[collegamento interrotto], Didot Frères, 1846, traduzione italiana: Portogallo, Antonelli, Venezia, 1850
- Une Fête Brésilienne, Célébrée a Rouen en 1550, Suivie d'un Fragment du XVIe Siècle Roulant sur la Théogonie des Anciens Peuples du Brésil, et des Poésies en Langue tupique de Christovam Valente., Paris, 1850
- Histoire De L'Ornementation Des Manuscrits, Paris, 1857
- Brésil, Didot Frères, 1863[3]
- Arte Plumaria. Les Plumes, Leur Valeur et Leur Emploi Dans Les Arts Au Mexique, Au Pérou, Au Brésil, Dans Les Indes et Dans L'Océanie, Ernest Leroux, 1875
- Histoire de l'Ornementation des Manuscrits, Edouard Rouveyre, 1880

Come coautore:

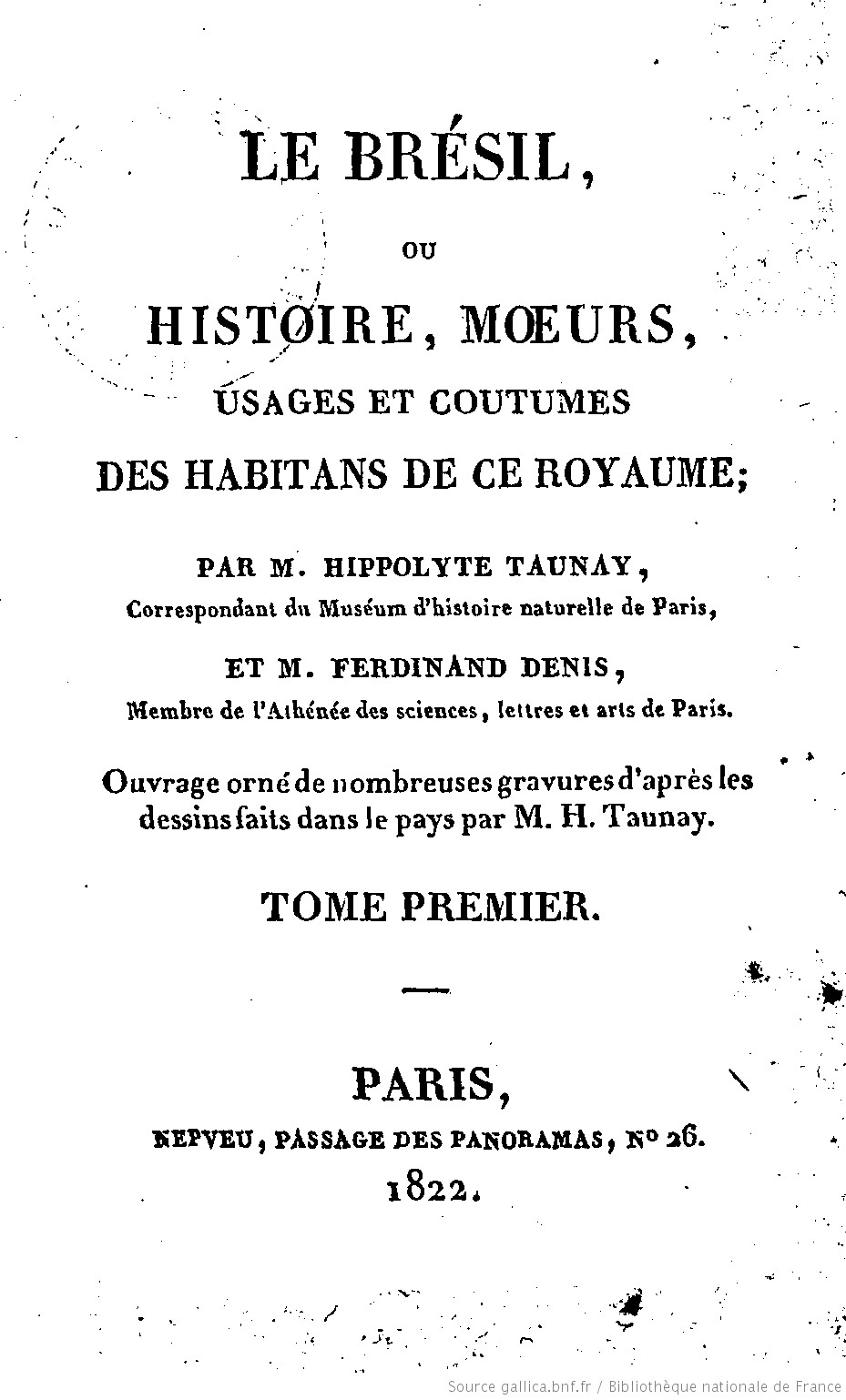
Le Brésil, Histoire, mœurs, usages et coutumes des habitans de ce royaume

- Ferdinand Denis, Hippolyte Taunay, Le Brésil, ou Histoire, mœurs, usages et coutumes des habitans de ce royaume : Ouvrage orne de nombreuses gravures d'après les dessins faits dans le pays, Nepveu, 1822
- Ferdinand Denis, L.C. Arsenne, Manuel du peintre et du sculpteur, 1833
- Ferdinand Denis, F. Hoefer, Les Californies, l'Oregon et l'Amérique Russe. Afrique Astrale, Cap de Bonne-Espérance, Congo, etc. Afrique Orientale, etc. Afrique Centrale, etc. Empire de Maroc. L'Univers Pittoresque, Firmin Didot Frères, 1848
- Ferdinand Denis, Pierre Pincon e Guillaume François De Martone, Nouveau manuel de bibliographie universelle., Librairie Encyclopedique de Roret, 1857
- Ferdinand Denis, Victor Chauvin, Les vrais Robinsons. Naufrages, Solitude, Voyages., Librairie du Magasin Pittoresque, 1863

## Fondo Ferdinand Denis
Questo fondo della Biblioteca Sainte-Geneviève sulla Spagna, sul Portogallo, sulle lingue e la civilizzazione del Brasile, che comprende manoscritti di F. Denis e libri annotati da lui, comprende 1350 documenti.